# Janet Grice
Janet Grice (* 2. Oktober 1955 in Massachusetts; † 31. März 2020 in New York City) war eine US-amerikanische Musikerin (Fagott, Komposition, auch Flöte) und Musikpädagogin, die sowohl im Jazz als auch in der Klassik auftrat.

## Leben und Wirken
Grice studierte am New England Conservatory of Music und an der New York University, wo sie den Master in Komposition erwarb; außerdem hatte sie Unterricht am Creative Music Studio von Karl Berger. Sie promovierte an der Rutgers University. Als Einwohnerin von Yonkers war sie in der Kunstszene dieser Stadt aktiv und Mitglied des Vorstands von Yonkers Arts. Als Pädagogin leitete sie internationale Workshops zu Fagott-Spieltechnik und Jazzimprovisation und unterrichtete Fagott an der Hoff-Barthelson Music School, des Weiteren hatte sie Privatstudenten, lehrte an Workshops und war als Jurorin tätig. Sie leitete den Fachbereich Instrumentalmusik an der Fordham High School for the Arts, wo sie Geld sammelte, um Instrumente zu kaufen, ihre Schüler in ein Musikcamp zu schicken und eine professionelle CD mit dem Titel Fordham Road zu finanzieren. Sie unterrichtete außerdem an der Rutgers University und am St. Joseph’s College in New York, am Lincoln Center Institute und leitete Meisterkurse in Frankreich und Brasilien.
In der Musikszene war Grice sowohl in der Jazz- und der klassischen Welt gleichermaßen zu Hause; als gelernte Improvisatorin und Innovatorin am Fagott führte sie viele Musiker in den Regionen Boston und New York in die brasilianische Musik ein, die sie durch ihre zahlreichen Reisen nach Brasilien, Forschungen und Aufführungen der populären und klassischen Musik dieses Landes erworben hatte. Sie trat auch in einer Vielzahl anderer Musikstile mit Künstlern wie Karl Berger, Butch Morris, Hermeto Pascoal, Leroy Jenkins, Bernie Worrell, den Weekly Reeders, Julius Hemphill, im Mingus Orchestra und dem Westchester Symphony Orchestra auf. Grice gründete ferner die Holzbläsergruppe Vento Trio und ein Quintett mit dem Fagottisten Paulo Siqueira, mit dem sie zuletzt ein Album mit brasilianischer Musik (Proeas for Bassoon) veröffentlicht hatte. Grice produzierte außerdem sechs Alben mit brasilianischer Musik und eigenen Kompositionen, wie Song for Andy (1988, u. a. mit Jaques Morelenbaum und Naná Vasconcelos) und The Muse (1990,u. a. mit Cyro Baptista und Leo Traversa). Sie erhielt Stipendien von Fulbright, NEA, USArtists International und Surdna und unterrichtete und spielte in Brasilien beim Festival de Música de Londrina. Im Bereich des Jazz war sie laut Tom Lord zwischen 1979 und 2002 an zehn Aufnahmesessions beteiligt. Grice released her last album „Proezas for Bassoon“ co-produced by the brazilian multiinstrumentalist Paulo H. Siqueira. Grice starb 2020 an den Folgen der Multiplen Myelom-Erkrankung.

## Diskographische Hinweise
- Karl Berger & Woodstock Workshop Orchestra: Live at Donaueschingen(MPS, 1979)
- Lawrence „Butch“ Morris: Conduction #15, Where Music Goes II (New World Records, 1989)
- Bernie Worrell: Pieces of Woo – The Other Side (CMP, 1993)
- Janet Grice: Dream Travels (1999), mit Armen Donelian, Nilson Matta, Vanderlei Pereira
- Janet Grice & Paulo Siqueira: Proezas for Bassoon (2019)